# Rogério Ulysses
Rogério Ulysses Teles de Mello (Brasília, 16 de dezembro de 1974) é um professor e político brasileiro. Integrou a Câmara Legislativa do Distrito Federal de 2007 a 2011, durante sua quinta legislatura.

## Biografia
Filiado ao Partido Socialista Brasileiro (PSB), Ulysses foi eleito deputado distrital no pleito de 2006 com 14.932 votos, correspondentes a 1,12% dos votos válidos.
Em 2014, Ulysses foi condenado pelo Tribunal de Justiça do Distrito Federal e dos Territórios por improbidade administrativa. Os desembargadores mantiveram condenação da primeira instância que julgou que Ulysses havia recebido mesada para dar apoio político ao governador José Roberto Arruda, no que ficou conhecido como Mensalão do DEM. Ulysses classificou a condenação como "injusta e insustentável."
Após ser acusado no âmbito da "Caixa de Pandora", o ex-deputado distrital Rogério Ulysses teve sua carreira política interrompida. Em 2010, não conseguiu a reeleição, coincidindo com sua expulsão do PSB, então liderado por Rodrigo Rollemberg.
O Ministério Público o denunciou por supostamente ter recebido valores mensais para apoiar o governo de José Roberto Arruda entre 2006 e 2009. Ele foi inicialmente condenado em primeira instância, com a imposição de multa e a perda dos direitos políticos e bens bloqueados.
Em janeiro de 2019, Ulysses foi designado pelo governador Ibaneis Rocha para o cargo de diretoria na Secretaria Adjunta das Cidades. No entanto, poucos dias depois o governador cancelou o ato de nomeação de Ulysses e tornou sem efeito.
No entanto, em 2022, o juiz Fernando Brandini Barbagalo, titular da 7ª Vara Criminal de Brasília, **absolveu Rogério Ulysses do crime de corrupção passiva**. A decisão baseou-se na **falta de provas da participação do acusado** no esquema de obtenção de dinheiro, afirmando que "não houve comprovação acima de qualquer dúvida razoável do recebimento dos valores que implicariam em realização ou omissão de atos de ofícios indevidos".
Com a absolvição, Rogério Ulysses readquiriu seus direitos políticos e tem demonstrado interesse em retomar sua carreira na política distrital, especialmente em seu reduto eleitoral de São Sebastião.

Atualmente, é professor de ensino fundamental na XIV Região Administrativa.